# 圣欧班迪佩龙
圣欧班迪佩龙（法語：Saint-Aubin-du-Perron，法語發音：[sɛ̃.t‿obɛ̃ dy pɛʁɔ̃]）是法国芒什省的一个旧市镇，属于库唐斯区。2019年，圣欧班迪佩龙与临近的6个市镇合并为新市镇圣索沃尔维拉日。

## 地理
圣欧班迪佩龙（49°9'6"N, 1°22'30"W）面积7.62 平方千米，位于法国诺曼底大区芒什省，该省份为法国西北部沿海省份，西、北、东北三面环大西洋，东起顺时针与卡爾瓦多斯省、奧恩省、马耶讷省和伊勒-维莱讷省接壤。
与圣欧班迪佩龙接壤的市镇（或旧市镇、城区）包括：佩里耶、勒梅尼尔比、圣马丹多比尼、圣米歇尔-德拉皮埃尔、圣索沃尔朗德兰、沃德里梅尼勒。

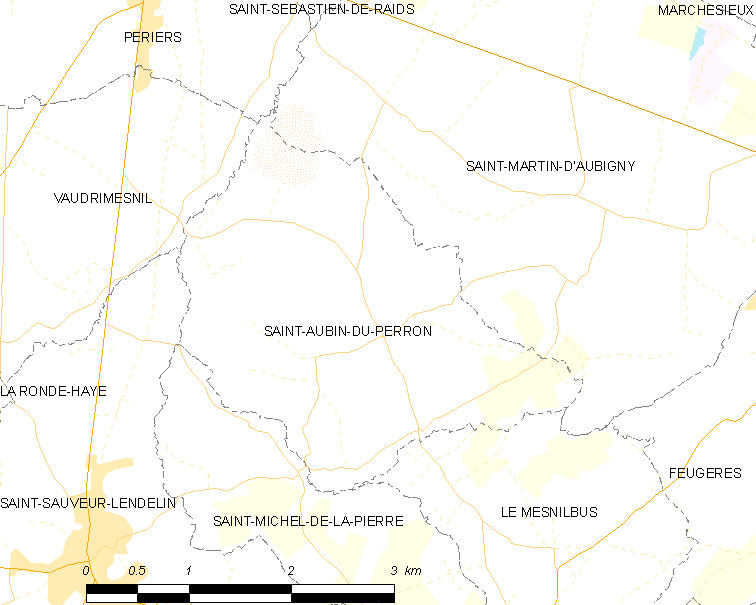
圣欧班迪佩龙的OSM定位图

圣欧班迪佩龙的时区为UTC+01:00、UTC+02:00（夏令时）。

## 行政
圣欧班迪佩龙的邮政编码为50490，INSEE市镇编码为50449。

## 政治
圣欧班迪佩龙所属的省级选区为阿贡-库坦维尔县。

## 人口

1962-2008年间圣欧班迪佩龙人口变化图示

圣欧班迪佩龙于2018年1月1日时的人口数量为253人。